# Suore domenicane dell'insegnamento dell'Immacolata Concezione
Le Suore domenicane dell'insegnamento dell'Immacolata Concezione (in spagnolo Hermanas Dominicas de la Enseñanza de la Immaculada Concepción) sono un istituto religioso femminile di diritto pontificio: i membri di questa congregazione pospongono al loro nome la sigla D.E.I.C.

## Storia
Le origini della congregazione risalgono almeno al XV secolo, quando già esisteva presso il convento domenicano di Santiago di Pamplona un beaterio, cioè una casa di laiche dedite alla preghiera e alle opere di carità che seguivano la regola del Terzo ordine della penitenza di San Domenico: il 25 maggio 1597 i membri del sodalizio vennero autorizzati a emettere i voti di povertà, obbedienza e castità.
Nel 1798 le domenicane aprirono la prima scuola pubblica per fanciulle della Navarra, soppressa dalle autorità civili nel 1837, e nel 1887 aprirono un pensionato e una scuola privata: agli inizi degli anni cinquanta vennero aperte le prime due filiali del beaterio di Pamplona.
Il 2 settembre 1954 il vescovo di Pamplona sancì la trasformazione della fraternità di terziarie in congregazione religiosa di diritto diocesano: l'istituto ricevette il pontificio decreto di lode il 4 agosto 1954.

## Attività e diffusione
La missione delle domenicane dell'insegnamento è il servizio alla fede mediante l'insegnamento e la catechesi.
Sono presenti in Spagna, Bolivia, Ecuador e Mozambico: la sede generalizia è a Madrid.
Al 31 dicembre 2005 l'istituto contava 157 religiose in 24 case.